# Elymus pycnanthus
Elymus pycnanthus là một loài thực vật có hoa trong họ Hòa thảo. Loài này được (Godr.) Melderis mô tả khoa học đầu tiên năm 1978.